# Виње Пјане (Фрозиноне)
Виње Пјане је насеље у Италији у округу Фрозиноне, региону Лацио.
Према процени из 2011. у насељу је живело 85 становника. Насеље се налази на надморској висини од 501 м.